# Stéphan Elmas
Stéphan Elmas (armensko Ստեփան Էլմաս), armenski skladatelj in pianist, * 1862, Smirna, Otomansko cesarstvo, † 11. avgust 1937, Ženeva, Švica.
Elmas se je rodil v bogati družini podjetnikov v Smirni (današnjem Izmirju). Klavir se je pričel učiti že zelo zgodaj, leta 1879 pa se je na pobudo svojega učitelja odšel predstaviti Franzu Lisztu, enemu od največjih pianističnih virtuozov, v Weimar. Na Lisztovo priporočilo je pričel študirati klavir pri avstrijskemu pianistu Antonu Doorju na Dunajskem konservatoriju ter kompozicijo pri Franzu Krennu, avstrijskemu skladatelju in cerkvenemu glasbeniku. Debitiral je leta 1885 in pri tem dobil številne pohvale kritikov v časnikih.
Po diplomi se je dodatno izpopolnjeval pri Doorju in Lisztu. Za kratek čas se je vrnil v rodno Smirno, nato pa se je vrnil v Evropo in februarja leta 1887 požel veliki uspeh z recitalom v takratni prestižni dvorani Bösendorfer-Saal na Dunaju, kar je odprlo pot številnim koncertnim turnejam v Evropi. Povečini je izvajal Beethovnova, Chopinova in Schumannova dela, pa tudi lastne skladbe. Med potovanji se je spoprijateljil z mnogimi znanimi glasbeniki tistega časa, kot so Anton Rubinstein, Jules Massenet, in Joseph-Édouard Risler. Sčasoma se je ustalil v Ženevi, kjer je poučeval in komponiral, poleg tega pa je spoznal švicarsko slikarko Aimée Rapin, s katero se je poročil. Aimée je bila Elmasu v veliko oporo še posebej po tem, ko je v svojih 40. letih zbolel za trebušnim tifusom, ki je močno načel njegov slug, ter po armenskem genocidu leta 1915, katerega so izvršile vladne sile takratnega Otomanskega cesarstva.
Elmas je komponiranje praktično v celoti posvetil klavirju. Napisal je okoli 130 del, povečini klavirske miniature (balade, barkarole, mazurke, nokturne, poloneze idr.) ter druga krajša dela (etude, preludije), med večja dela pa spadajo 4 klavirske sonate ter trije klavirski koncerti. V manjši meri je komponiral tudi komorna in vokalna dela.
Leta 1988 je bila pod vodstvom Aleksandra Siranossiana ustanovljena Fundacija Stéphana Elmasa, ki si prizadeva za popularizacijo njegovih del. V zadnjem času sicer narašča zanimanje za Elmasova dela po zaslugi armenskega pianista Armena Babakhaniana.